# 王庆成
王庆成（1928年4月23日—2018年8月9日），浙江嵊县人，中华人民共和国近代史学家，中国社会科学院荣誉学部委员，中国社会科学院近代史研究所研究员。

## 生平
年少时在南京市立第五中学读书，毕业后进入复旦大学后转入南京大学社会学系。1951年毕业，毕业后进入中宣部理论宣传处工作。1959年进入中国科学院（后中国社会科学院），在《新建设》杂志工作，后调入《文物》杂志工作。1977年进入近代史研究所，1982年，任经济研究室主任。1985年起任近代史研究所副所长、1988年晋升为所长。1993年当选中国史学会副会长。曾任中国人民政治协商会议第八届全国委员会委员，中国人民政治协商会议第九届全国委员会委员。2003年退休。2006年被评为中国社会科学院荣誉学部委员。2018年8月9日去世，享年91岁。

## 出版物
编撰了数十篇(本)学术论文和著作：
著作（包括合著）：《石达开》、《太平天国的历史和思想》、《太平天国的文献和历史》、《稀见清世史料并考释》、《太平天国史译丛（第 1～3 辑）》、《太平天国学刊（第1～5辑）》等。
论文：《太平天国内部对建都问题的争论及其影响》、《论洪秀全的早期思想及其发展》、《上海开埠初期的华商外贸业》、《晚期华北村落》、《晚清华北村镇人口》等。